# Ариас, Габриэль
Габриэль Ариас (исп. Gabriel Arias; 13 сентября 1987, Неукен, Аргентина) — чилийский футболист аргентинского происхождения, вратарь клуба «Расинг» и сборной Чили.

## Клубная карьера

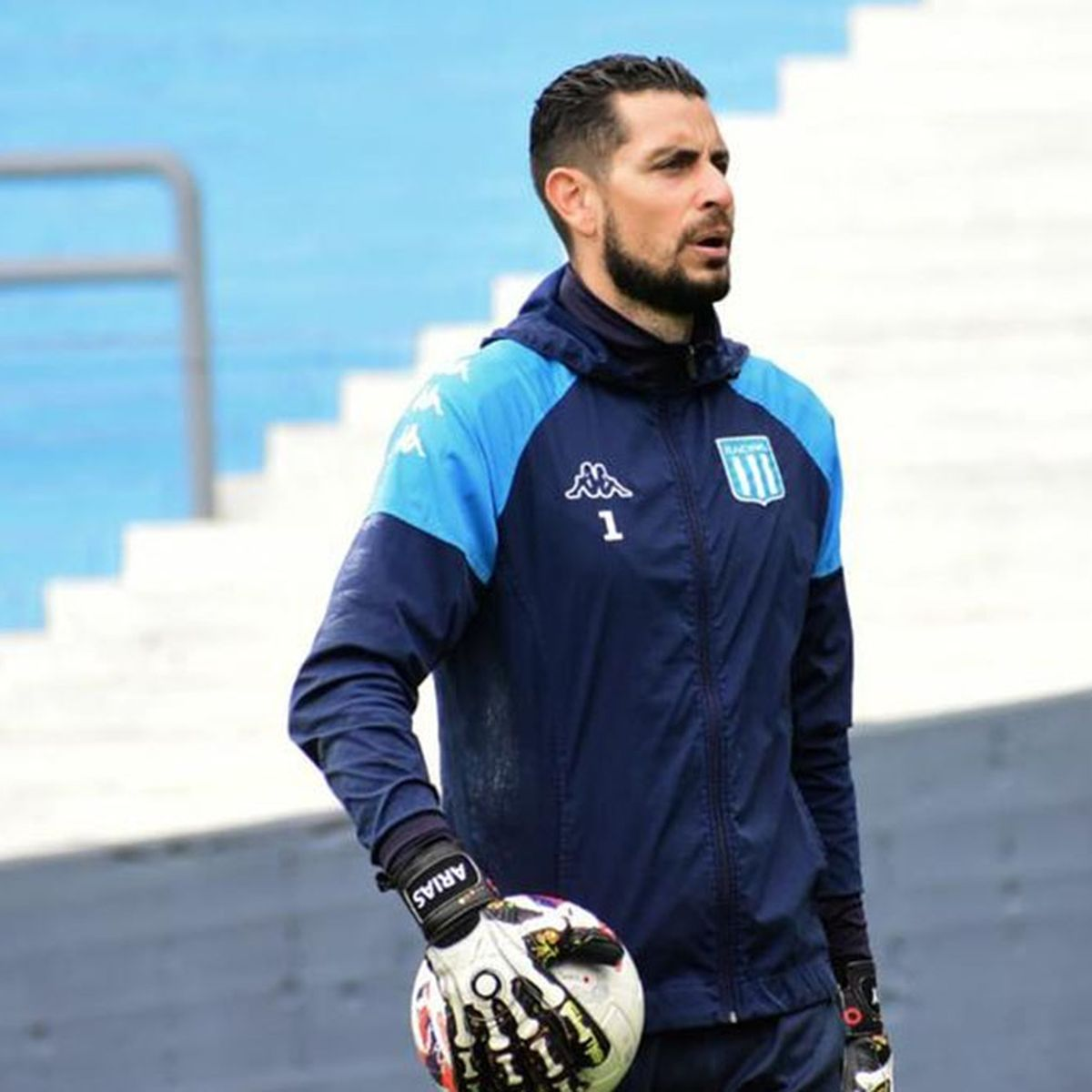
Ариас в составе «Расинга»

Ариас начал карьеру в клубе «Олимпо». В 2009 году он дебютировал за основной состав в Примере B. Команда вышла в элиту и больше Габриэль на поле не появился. В 2012 году в поисках игровой практики Ариас перешёл в «Дефенса и Хустисия». 2 сентября в матче против «Патронато» он дебютировал за новую команду, встав в ворота, после удаления основного вратаря Фернандо Пеллегрино. В 2014 году команда вышла в элиту. 6 декабря в матче против своего бывшего клуба «Олимпо» он дебютировал в чилийской Примере. В начале 2018 года Ариас на правах аренды перешёл в чилийский «Унион Ла-Калера». 3 февраля в матче против «Палестино» он дебютировал в чилийской Примере.
Летом 2018 года Ариас перешёл в «Расинг» из Авельянеды. Сумма трансфера составила 1 млн. евро. 14 августа в матче против «Атлетико Тукуман» он дебютировал в аргентинской Примере. В 2019 году Габриэль помог клубу выиграть чемпионат. 

## Международная карьера
4 июня 2018 года в товарищеском матче против сборной Сербии Ариас дебютировал за сборную Чили.
В 2019 году в составе сборной Араис принял участие в Кубке Америки в Бразилии. На турнире он сыграл в матчах против сборных Японии, Эквадора, Уругвая, Колумбии, Перу и Аргентины.
В 2021 года Ариас во второй раз принял участие в Кубке Америки в Бразилии. На турнире он был запасным и на поле не вышел.

## Достижения
Клубные
 «Расинг»
- Победитель аргентинской Примеры — 2018/2019